# 橋本綱太郎

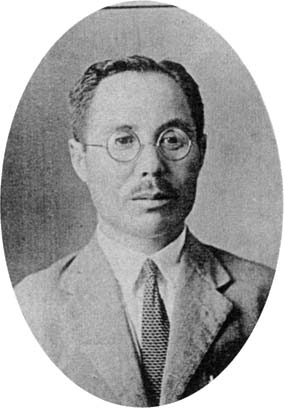
橋本綱太郎

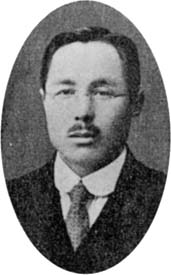
橋本綱太郎

橋本 綱太郎（はしもと つなたろう、1888年（明治21年）5月12日 - 1942年（昭和17年）10月13日）は、日本の教育者、文部官僚。

## 経歴
福井県足羽郡東郷村（現在の福井市）出身。1911年（明治44年）に盛岡高等農林学校農学科を卒業。宮城県立農学校教諭、同農事試験場技手、福井県今立郡立農学校教諭、盛岡高等農林学校助教授などを歴任。その後高等文官試験に合格し、福岡県鞍手郡長、同糸島郡長、同事務官を務めた。1928年（昭和3年）に文部事務官に移り、大臣官房会計課勤務、専門学務局勤務などを経て、1934年（昭和9年）に文部書記官・宗教局宗務課長に就任した。1937年（昭和12年）からは東京聾唖学校校長を務めた。